# قرار مجلس الأمن التابع للأمم المتحدة رقم 1182
قرار مجلس الأمن التابع للأمم المتحدة رقم 1182، المتخذ بالإجماع في 14 تموز / يوليو 1998، بعد إعادة تأكيد القرارات 1125 (1997) و1136 (1997) و1152 (1998) و1155 (1998) و1159 (1998) بشأن الحالة في جمهورية أفريقيا الوسطى، ومدد المجلس ولاية بعثة الأمم المتحدة في جمهورية أفريقيا الوسطى حتى 25 تشرين الأول / أكتوبر 1998.
وأشار مجلس الأمن أن بعثة الأمم المتحدة في جمهورية أفريقيا الوسطى منتشرة بالكامل في جمهورية أفريقيا الوسطى. وشدد على أهمية تهيئة بيئة مستقرة وآمنة من أجل إجراء انتخابات حرة ونزيهة، ورحب بإنشاء مفوضية الانتخابات. كان على السلطات في البلاد أن تتخذ خطوات نحو تنفيذ الإصلاحات السياسية والاقتصادية والاجتماعية والأمنية التي شملت التعاون مع المؤسسات المالية الدولية.
ودعا القرار حكومة جمهورية أفريقيا الوسطى إلى اعتماد خطط لإعادة هيكلة جيشها وتنظيم الانتخابات. وكان دعم المجتمع الدولي أساسياً في هذه العملية. وتم الاعتراف بأن بعثة الأمم المتحدة في جمهورية أفريقيا الوسطى يمكنها القيام بمهام استطلاعية خارج العاصمة بانغي ومهام أخرى تتعلق بأمن موظفي الأمم المتحدة.
وأخيراً، طُلب من الأمين العام كوفي عنان تقديم تقرير بحلول 25 أيلول / سبتمبر 1998 عن تنفيذ ولاية بعثة الأمم المتحدة في جمهورية أفريقيا الوسطى وتنفيذ اتفاقات بانغي.

## روابط خارجية
- نص القرار في undocs.org